# Ferdinand von Bubna und Littitz

Ferdinand von Bubna und Littitz

Graf Ferdinand von Bubna und Littitz (* 26. November 1768 in Zámrsk (deutsch Samrsk), Bezirk Hohenmauth, Chrudimer Kreis, Königreich Böhmen; † 5. Juni 1825 in Mailand) war ein österreichischer Feldmarschallleutnant und Generalgouverneur von Piemont, Savoyen und Nizza.

## Herkunft
Er entstammte dem böhmischen Familienzweig Bubna-Lititz (tschechisch Bubnové z Litic). Seine Eltern waren der Kämmerer Innozenz von Bubna und Littitz und dessen Ehefrau die Gräfin Josepha von Bubna.

## Leben
Bubna trat 1784 in österreichische Militärdienste, wurde 1784 Kadett, 1788 Fähnrich, 1797 Schwadronskommandant, 1799 Ordonnanzoffizier, 1800 Oberleutnant. Er kämpfte zwischen 1788 und 1790 gegen die Türken des Osmanischen Reiches und in den Jahren 1792 bis 1797 gegen Frankreich. Er wurde 1799 Major und später Generaladjutant des Erzherzog Karl von Österreich-Teschen. Seit 1805 arbeitete er als Oberst im Kriegsministerium unter der Leitung des Erzherzogs. Als Generalmajor und Vorsteher des Militärdepartements im Hofkriegsrat nahm er 1805 an der Schlacht bei Austerlitz unter Johann I. Josef Fürst Liechtenstein teil. Er begleitete den Fürsten anschließend in das Hauptquartier des Kaisers Napoleon Bonaparte.
Bubna wurde 1809 zum Feldmarschalleutnant befördert und war zwischen Januar und August 1813 Vertreter des Karl Philipp Fürst zu Schwarzenberg in Paris. Er nahm nach dem Anschluss Österreichs an die Verbündeten als Kommandeur der 2. leichten Division an der Völkerschlacht bei Leipzig teil. Er drang an der Spitze der 1. leichten Division in die Schweiz ein, besetzte am 28. Dezember 1813 Genf, überschritt die Grenze zum französischen Jura und drang bis nach Lyon vor. Hier drängte ihn jedoch der Marschall von Frankreich Charles Pierre François Augereau bis Genf zurück, wo er sich festsetzte.
Nach Beendigung des Feldzugs wurde Bubna zum Generalgouverneur von Savoyen, Piemont und Nizza ernannt. Nach der Landung Napoleons im März 1815 rückte er an der Spitze des 2. Armeekorps der italienischen Armee unter dem Oberbefehl von Johann Maria Philipp Frimont von Palota im Juli erneut gegen Lyon vor und kämpfte in Savoyen gegen Marschall Louis Gabriel Suchet, bis Paris übergeben wurde.
Der Kaiser beschenkte ihn nach dem Frieden mit mehreren Gütern in Böhmen und übergab ihm 1818 das Oberkommando in der Lombardei. Bei den piemontesischen Unruhen 1821 rückte er ohne Befehl in den Piemont ein und unterdrückte den Aufstand innerhalb von fünf Tagen.
Graf Ferdinand von Bubna und Littitz starb am 5. Juni 1825 in Mailand.

## Familie
Der Graf heiratete 1813 in Wien die Freiin Wilhelmine von Ahrenfeld (1790–1840). Seine Frau war eine reiche Erbin und Tochter des Großkaufmanns Ferdinand Ritter (Adel seit 1787), Freiherr von Ahrenfeld (seit 1797) und der Maria Anna Elisabeth Christiana Walburga Josefa von Germain.
Nach dem Tod ihres Mannes heiratete die Witwe den Fürsten Gustav von Batthyány-Strattmann (1803–1883).